# Сафранболу
Сафранболу (на турски: Safranbolu) е град, разположен във вилает Карабюк, Турция. През 2010 година града има 49 014 жители.

## История
Разцветът на града е през XIV век по време на Османската империя, когато градът е важен пункт по пътя между Истанбул и Синоп.
На 17 декември 1994 г. старинният му район е обявен за обект на световното наследство на Юнеско заради великолепните образци на класическа османска архитектура.

### Градоначалници
2009 - Недждет Аксой (AKP)
2004 – Нихат Джебеджи (AKP)
2002 – Нихат Джебеджи
1999 - Мехмет Джейлян (FP)
1994 – Мустафа Ерен (DYP)
1989 – Мустафа Ерен

## География
Градът се намира на 220 км северно от столицата Анкара и на 90 км южно от Черно море.

## Население
| Година | Жители |
| 2010   | 49 014 |
| 2000   | 31 697 |
| 1997   | 32 150 |
| 1990   | 24 351 |
| 1985   | 22 404 |
| 1980   | 19 440 |
| 1975   | 14 793 |
| 1970   | 12 470 |
| 1965   | 9712   |
| 1960   | 7383   |

## Побратимени градове
- Елабуга, Русия (от 2009)
- Охрид, Македония